# Louis Craine
Louis Craine (Los Ángeles, 6 de enero de 1957 — San Rafael, 3 de noviembre de 1989) fue un asesino en serie estadounidense que cometió al menos cuatro violaciones y asesinatos en el sur de Los Ángeles entre 1985 y 1987. Fue condenado por estos crímenes en 1989, recibiendo la pena de muerte. Debido a que más de 100 mujeres habían sido asesinadas, y con el posterior descubrimiento de que al menos otros cinco asesinos en serie operaban en esa área durante las décadas de 1980 y 1990 (conocidos colectivamente como Los asesinos del lado sur, o ‘The Southside Slayers’), los investigadores sospechaban que Craine era responsable de muchos más asesinatos. Asimismo, su culpabilidad fue controvertida y cuestionable, ya que se le diagnosticaron signos de discapacidad intelectual.

## Primeros años
Craine nació el 6 de enero de 1957 en Los Ángeles, siendo el tercero de una familia con cuatro hijos. Mostró signos de discapacidad intelectual durante sus primeros años de escuela, y abandonó la escuela después de graduarse de 4° grado, iniciando un conflicto social con el resto de su familia.
Se marchó de la casa de sus padres a principios de la década de 1970 y se convirtió en un vagabundo. Sin una profesión cualificada, Craine se vio obligado dedicarse a trabajos poco especializados durante los años siguientes, y cambió varios oficios en el sector de la construcción. Se encontraba desempleado en el momento de su arresto en 1987.

## Asesinatos
Craine fue arrestado el 29 de mayo de 1987, acusado de matar a una prostituta de 29 años llamada Carolyn Barney. Barney había sido violada y sodomizada antes de ser estrangulada; su cuerpo fue descubierto en una casa desocupada, no muy lejos de donde vivían sus padres y el hermano de Craine. Tras el descubrimiento del cuerpo, la policía se percató de que Craine, debido a que la zona estaba acordonada, estaba observando sus acciones, comportándose de manera inapropiada. Craine fue arrestado, llevado a la comisaría de policía y sometido a largas horas de interrogatorio, durante las cuales confesó haber asesinado a Barney y a otras dos mujeres: Loretta Perry, de 24 años, y Vivian Collins, asesinadas el 25 de enero y el 18 de marzo, respectivamente. Al igual que Barney, ambas mujeres habían sido violadas y estranguladas antes de morir.
Durante el interrogatorio, Craine afirmó que su hermano mayor, Roger, asesinó a Collins después de haberle pagado para tener relaciones sexuales. Según su declaración, Roger la estranguló durante el coito; sin embargo, sus familiares, incluyendo a su madre, proporcionaron una coartada para Roger el día del asesinato, lo que hizo que no se presentaran cargos contra él. Posteriormente, Craine fue acusado del asesinato de otras dos mujeres: Gail Ficklin, de 24 años, y Sheila Burton, de 30 años, quienes fueron asesinadas el 15 de agosto de 1985 y el 18 de noviembre de 1984, respectivamente. Sus cuerpos también fueron encontrados no muy lejos de donde habían sido hallados los cuerpos de las víctimas previas, todas ellas cerca de la casa donde vivían los padres de Craine.

## Juicio
El juicio de Craine comenzó a principios de 1989. La evidencia material principal fue una camiseta manchada de sangre, la que coincidía con la de una de las víctimas, además de los testimonios de los familiares de Craine, incluyendo a su madre, quien declaró que Craine había manifestado repetidamente un comportamiento agresivo hacia las prostitutas, y que fue visto con una camiseta ensangrentada luego de uno de los asesinatos. Otras evidencias también apuntaban hacia él, concretamente, su propia confesión de haber matado de Loretta Perry. Al principio se había creído que Perry había muerto de una sobredosis, pero a raíz del testimonio de Craine, el cuerpo de Perry fue exhumado y sometido a un exhaustivo estudio patológico, cuyos resultados validaron la afirmación de Craine.
No obstante, Craine insistió en su inocencia durante el transcurso del juicio, rebatiendo su testimonio y alegando que había sido presionado para confesar; de igual modo sostuvo que la camiseta ensangrentada con la que, según sus familiares, había cometido el asesinato, ni siquiera era de él.
Finalmente acusó a su familia de perjurio. Sus abogados insistieron en que, a partir de diversas pruebas, Craine mostraba signos de discapacidad intelectual, con un coeficiente intelectual de 69 puntos, una tendencia a la exageración y una alta susceptibilidad a las insinuaciones. En consecuencia, solicitaron un examen psiquiátrico forense, pero dicha solicitud fue rechazada. El 16 de mayo de 1989, Craine fue declarado culpable de cuatro asesinatos y absuelto del asesinato de Burton. El tribunal lo sentenció a muerte el 6 de junio.

## Muerte
Una vez condenado, Craine fue trasladado a la Prisión Estatal de San Quintín para cumplir su sentencia, pero a causa de problemas de salud, fue llevado a un hospital penitenciario cerca de San Rafael, donde murió el 3 de noviembre de 1989 por complicaciones de sida.